# John Type
John Type, pseudonimo di Johniel Enriquez (Abucay, 3 marzo 1979), è un disc jockey, produttore discografico e turntablist filippino.

## Biografia
Nasce ad Abucay nel 1979. I genitori sono entrambi di origine ispanofilippina. Nel 1983 si trasferisce con alcuni familiari ad Arezzo, dove compirà gli studi. Viaggia di anno in anno crescendo a metà tra le Filippine e l'Italia. Parte della sua famiglia risiede negli Stati Uniti. Passa l'infanzia con la nonna pianista, che gli insegnerà a suonare il pianoforte senza nessuno spartito. Naturalmente dotato di orecchio musicale, non frequenterà nessuna scuola di musica. Nelle Filippine è ospite dallo zio Vic Dabao, pittore e scenografo del cinema internazionale, che lo spronerà ad intraprendere gli studi d'arte. Durante le scuole si rivela un prodigio nel disegno e nelle materie artistiche. Consegue il diploma di animazione alla Scuola Internazionale di Comics di Firenze nel 1998.

## Carriera

### Gli inizi
Entra a contatto con la cultura Hip Hop nei primi anni '90, tra i viaggi di famiglia a Manila, Los Angeles e San Francisco. Nel 1993 inizia la carriera di writer (disegnatore di graffiti) specializzandosi nel Wild Style. Dipinge in vari eventi europei, pubblica su riviste del settore ed esegue numerosi lavori su commissione. Proseguirà assiduamente per circa 12 anni, prima di dedicarsi completamente alla musica. Nel 1997 si appassiona all'arte dello scratch e del turntablism, dimostrando un talento innato per questa disciplina. Nei primi 2 anni si esercita con un mixer senza cross-fader (controllo fondamentale per lo scratch). Nel 1999 incontra la crew STP della scena turntablism di Manila, con cui farà i primi spettacoli dal vivo. In seguito si farà conoscere su internet, per le modifiche ai suoi strumenti. Nel 2001 lavora ad un seminario per la Vestax, in cui presenta le migliorie che apporta ai mixer per dj e le sue innovazioni nella tecnica dello scratch.

### Alien Army e gare di turntablism
Nel 2001 entra a far parte di Alien Army, la crew di turntablism più importante in Italia e partecipa alle registrazioni dell'album The End. Nel 2003 prende parte al The End Tour, da cui verrà pubblicato un DVD. Nel 2003 vince la gara Skratch Kombat a Roma, con la giuria internazionale composta da Ricci Rucker, D-Styles e Mike Boo. Affermatosi tra i migliori turntablist in Italia e nel mondo, negli anni seguenti sarà nella giuria dei contest nazionali di ITF, DMC e Killa Skratch Kombat. Nel 2008 si classifica al 3º al mondo sul podio del DMC World DJ Team Championships a Londra, rappresentando la nazionale Italiana con la formazione Intellivision, insieme a Tayone e T-Robb. Nel 2016 si aggiudica la medaglia d'argento alla Finale Italiana del Red Bull Thre3style.

### Ensemble e Lunatic Decadence
Dal 2006 pubblica vari brani su myspace, riscuotendo numerosi consensi nel web. Nel 2007 dà vita alla band John Type Ensemble (con basso, batteria, tastiere, tromba, trombone e giradischi come strumento principale), eseguono acusticamente dal vivo, i brani inizialmente composti col giradischi. Nel 2009 debutta come solista su Irma Records con Lunatic Decadence, un concept album di musica strumentale, ispirato alle colonne sonore jazz-funk dei primi anni '70. Le canzoni hanno la particolarità avere le parti suonate con lo scratch. Vanta le collaborazioni internazionali di D-Styles (Los Angeles) e Mike Boo (San Francisco). Il brano Sunflower Lola verrà pubblicato in oltre 20 compilation. L'album viene apprezzato dalla critica con varie recensioni positive in Italia e all'estero.

### Collaborazione con i Negrita
Nel 2008 partecipa all'album HELLdorado, con parti di scratch e programmazioni, nei celebri singoli Radio Conga e Gioia Infinita. Da qui seguiranno 4 anni di collaborazione come turnista, col ruolo di turntablist nei palchi più importanti in Italia, Argentina, Europa e Stati Uniti. Durante i concerti suonerà sul palco con la band, dimostrando al grande pubblico di essere un vero musicista del giradischi. Nel 2011 collabora di nuovo in studio per l'album Dannato Vivere, questa volta anche con arrangiamenti e tastiere. Inoltre realizza un remix ufficiale del brano Per le vie del borgo, pubblicato dalla Universal Music. Compare nei videoclip di Fuori controllo, Il giorno delle verità ed Un giorno di ordinaria magia. Nel 2012 esce l'album dal vivo Negrita Live, in cui si esibisce dal vivo con la band.

### Remix, mash-up e Video DJ Set
Nel 2009 produce remix per Acusmatic Group, Thank You For The Drum Machine ed il proprio ep Sunflower Lola Remixes. Si afferma come produttore e diventa testimonial italiano per il software musicale Ableton Live. Nel 2010 esordisce su YouTube con il Video DJ Set con cui farà una tournée italiana tramite la Live Nation, lo show consiste in una serie di mash-up dove i video sono mixati con i giradischi. Suona all'estero in varie edizioni dell'Hit Week Festival: 2009 e 2010 a Los Angeles, 2011 Miami e 2012 Shanghai in Cina. Nel 2013 crea il video mixaggio Electro Disco Mashup che supera il mezzo milione di visualizzazioni su YouTube, e viene apprezzato in vari blog musicali sparsi nel mondo. Nel 2014 fa una tournée nei migliori club delle Filippine, tra cui il Black Market a Manila.

### Invenzione del MidiTablism
Nel 2016 rivela nel web l'invenzione del MidiTablism, precedentemente noto come Controltablism, è l'evoluzione del turntablism con l'utilizzo dei sequencer MIDI. Il primo esperimento risale al 2011, il cui risultato era stato ottenuto mappando i cue point del software Serato Scratch Live nel sequencer di un Korg ESX-1, è così che per la prima volta un software per DJ è stato controllato da un sequencer. Nel 2016 la stampa internazionale gli assegnerà la scoperta della tecnica denominata Cue Point Sequencing. Lo stesso anno inventa un nuovo sistema che permette di controllare Serato DJ anche tramite il sequencer di Ableton Live. Nel 2017 ribattezza la disciplina con il nome di MidiTablism, pubblicando un video innovativo con la tecnologia Ableton Link che sta ottenendo molti consensi a livello mondiale..

## Discografia

### Da solista
- 2009 – John Type – Lunatic Decadence (Album)
- 2010 – John Type – Sunflower Lola Remixes (EP)
- 2018 – John Type – Here We Go (Singolo)

### In collaborazione
- 2001 – Alien Army – Dalla Savana Alla Frutta (VHS)
- 2003 – Alien Army – Daily Nightmare (EP – traccia 2)
- 2003 – Alien Army – The End (Album – tracce 2, 9, 10, 12)
- 2004 – Alien Army – The End Tour (DVD)
- 2008 – Tayone – Photographie (Album – traccia 4)
- 2008 – Negrita – HELLdorado (Album – tracce 1, 2, 5)
- 2011 – Negrita – Dannato Vivere (Album – tracce 1, 2, 4, 5, 7, 8, 10, 12)
- 2012 – Negrita – Negrita Live (CD + DVD)
- 2014 – NothingElse – Time Travelling Space Cadets (Album – traccia 2)
- 2015 – Alien Army – The Difference (Album – tracce 2, 12, 15)
- 2015 – Alien Army – Oh Yeah Remixes (EP – traccia 1)
- 2016 – Dj Skizo – D.A.V. (Album – traccia 3)
- 2016 – Alien Army – Quattro Turbo (Album  – tracce 2, 3, 4, 5, 7, 8, 9)
- 2018 – Bozorius – Cyber Tracks (Album – tracce 1, 2, 3, 4, 5)
- 2019 – Francesco Rossi – Feeling feat. Tyler Royale (Singolo)

### Remix
- 2009 – Acusmatic Group – S'Apercevoir (John Type Remix)
- 2010 – Thank You For The Drum Machine – Grind You Down (John Type Remix)
- 2011 – Negrita – Per le vie del borgo (John Type Remix)
- 2016 – Bundamove – Rollover (John Type Remix)
- 2022 – Ludacris – Stand Up (John Type Remix)

## Tour
- Alien Army – "The End Tour 2003"
- Negrita – "HELLdorado Tour 09"
- Negrita – "Live in Argentina 2010"
- Negrita – "Europe Tour 2010"
- Negrita – "USA Tour 2010"
- John Type – "Video DJ Set Tour 2011"
- Negrita – "Dannato Vivere Arena Tour 2012"
- Negrita – "American Tour 2012"
- John Type – "Philippines Tour 2014"
- Alien Army – "The Difference Tour 2015"
- Alien Army – "Quattro Turbo Tour 2017"
- John Type – "Philippines Tour 2018"
- John Type – "Asia Tour 2025"

## Premi
- 2003 – Skratch Kombat (Italia) 1º posto
- 2008 – DMC World Team DJ Championship (Mondiale) 3º posto
- 2016 – Red Bull Thre3style (Italia) 2º posto